# Villa Erckens

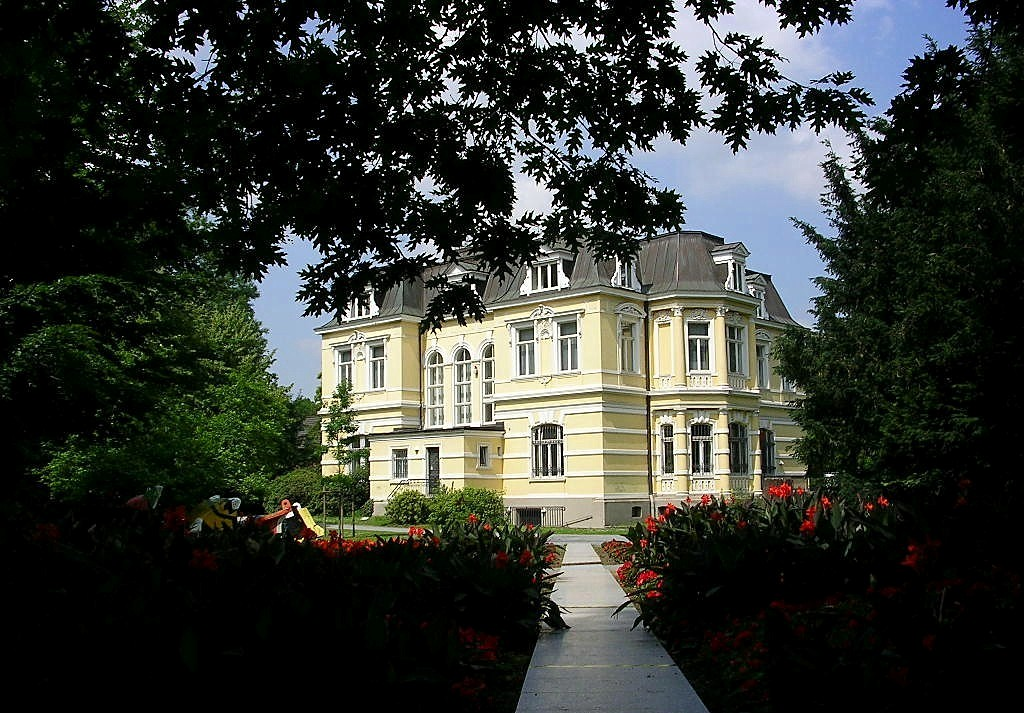
Die Villa Erckens im Sommer 2007

Das Logo der Villa Erckens

Die ehemalige Industriellenvilla Villa Erckens befindet sich in der Stadt Grevenbroich und ist das Gegenstück zum Gebäudeensemble der Grevenbroicher Stadtparkinsel. Heute befindet sich in dem unter Denkmalschutz stehenden Gebäude die Dauerausstellung unter dem Titel „Museum der Niederrheinischen Seele“, welche auf rund 370 m² Ausstellungsfläche einen Überblick über Alltag, Kultur und Mentalität der Region „Niederrhein“ gibt. Zusätzlich befindet sich der Fachbereich Kultur der Stadt Grevenbroich in der Villa Erckens.

## Geschichte
Im Jahre 1887 hatte der Industrielle Oskar Erckens das Gebäude im klassizistischen Stil als Wohnsitz seiner Familie in unmittelbarer Nähe seines Betriebs, der Erckens & Co Baumwollspinnerei und -Weberei, errichten lassen. Der wirtschaftliche Einbruch infolge des Zweiten Weltkrieges, von dem die Firma sich nicht mehr erholte, führte im Jahre 1956 zur Schließung der Betriebsstätte. Nach der Schließung erwarb die Stadt Grevenbroich Villa und Park von der Familie Erckens, um das Gebäude bis in die 1980er Jahre als Verwaltungsnebenstelle zu nutzen.

## Museum
Mit der Umwidmung des Hauses als „Museum im Stadtpark“ und Einrichtung der völkerkundlichen Sammlung, die am 17. Juni 1989 der Öffentlichkeit vorgestellt wurde, begann die Nutzung der Villa Erckens als städtisches Museum. Nach einer Phase der Umstrukturierung und baulichen Sanierung wurde das Haus am 4. März 2012 als „Museum der Niederrheinischen Seele“ neu eröffnet.

### Veranstaltungen
Zusätzlich zur Dauerausstellung finden in der Villa Erckens neben  Einzelveranstaltungen und Wechselausstellungen auch feste Veranstaltungsreihen statt.
- Die Erlebniswelt Museum für Kinder und Jugendliche ist Teil des Museumskonzeptes. Bei spannender Aufbereitung und in Kooperation mit Museumspädagogen sollen Kinder für Kultur in ihrer Stadt begeistert werden.
- In der Reihe LiedersaloN präsentiert der Fachbereich Kultur der Stadt Grevenbroich, Komponisten und musikalische Literaten im Salon der Villa Erckens.
- Die Konzertreihe „Weltmusik am Niederrhein“ präsentiert landestypische Musikstile wie nordindische, osmanische oder irische Melodien, die unter dem Begriff „Weltmusik“ zu fassen sind. Dabei traten u. a. Allan Taylor, Romano Trajo, Martha Toledo, Ulli Bögershausen, Whisht!, Seisiun, Fado Instrumental, Agnes Erkens Trio, Yorio da Costa, Minsarah, Camerata, Tom Kannmacher, Wayne Hendersson. Looping Brothers, Helen White, Odessa Projekt, Yerba Buena, Morgenwind, Trio Sou Brasil, a tickle in the heart, Shuli Grohmann auf.
- Die jährlich stattfindenden „Internationalen Grevenbroicher Gitarrenwochen“ präsentieren  von September bis November virtuose Gitarristen aus dem In- und Ausland. Musiker mehrerer Nationen treten dabei an verschiedenen Spielorten auf. Der Großteil der Konzerte findet in der Villa Erckens statt.